# Reinher von Paderborn
Reinher von Paderborn (auch Reinherus, Reinherius oder Reiner) (* ca. 1140 in Paderborn; † ca. 1190 ebenda) war ein Magister, Leiter der Paderborner Domschule, gleichzeitig Domdechant sowie Computist.
Im Jahre 1171 publizierte Reinher sein Werk Computus emendatus, in dem er eine verbesserte Methode zur Berechnung des christlichen Osterdatums vorstellte. Er stellte ein Missverständnis bzgl. des Mondzyklus (Lunation) bei der Berechnung des bis zu seinen Lebzeiten verwendeten Kalenders fest. Dazu verglich er die Lunationen des jüdischen Kalenders mit denen des Kalenders von Dionysius Exiguus († 540). Reinher verwandte in Westeuropa erstmals das Dezimalsystem und indisch-arabische anstatt römischer Ziffern, da sie ihm für die arithmetischen Berechnungen vorteilhafter erschienen. Reinher wollte mit seinem Werk das Ansehen der katholischen Kirche bei der Kalenderberechnung erhöhen. Er hat wohl auch dazu beigetragen, dass die Domschule zu seiner Zeit ein hohes Ansehen in der Mathematik genoss.
Beim Konzil von Basel (1431–1437) zur Kalenderreform wurde von Hermann Zoestius und Nikolaus von Kues auf sein Werk zurückgegriffen.
Reinher wird in 15 Paderborner Urkunden als Zeuge genannt.